# Azim Premji

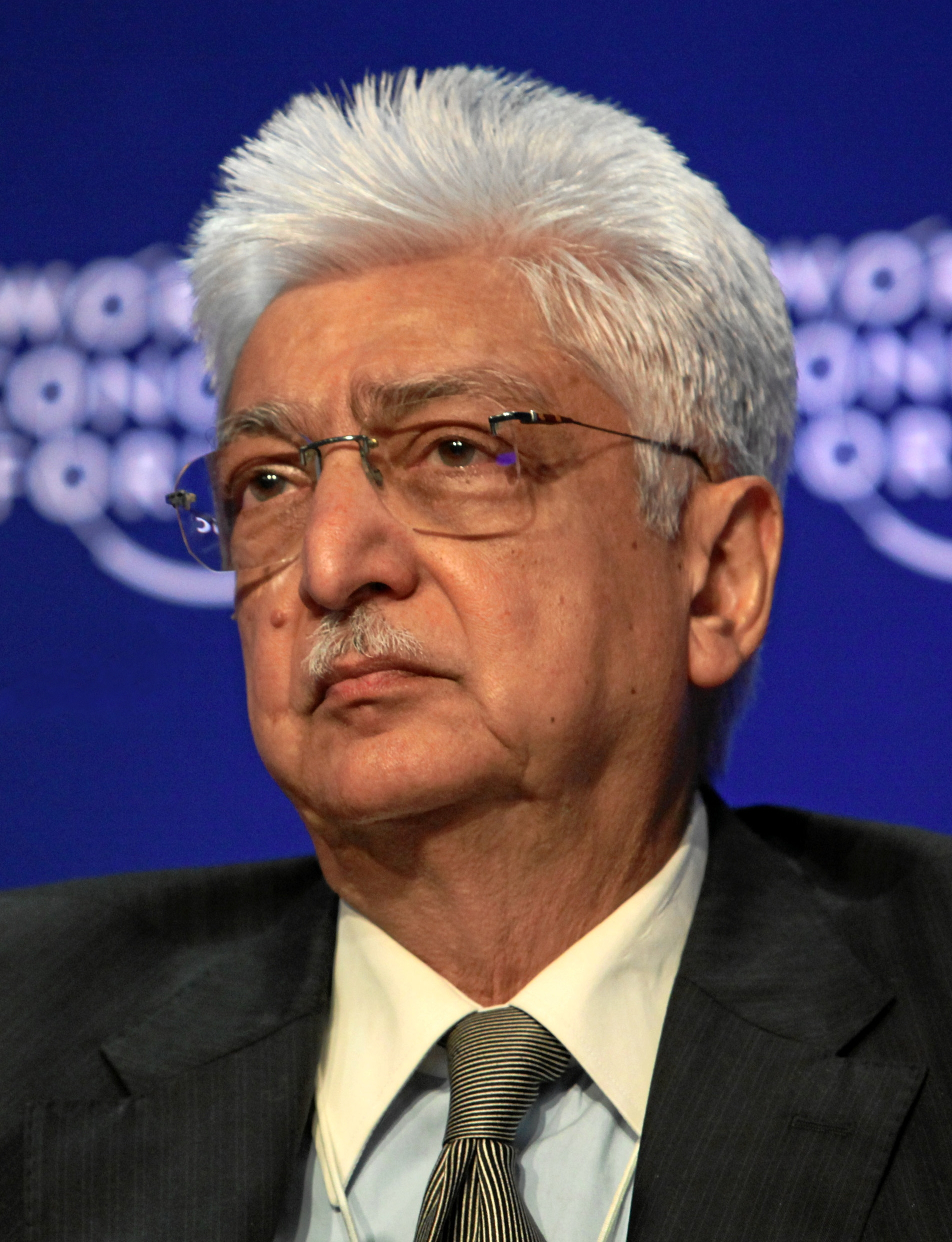
Azim Premji - Foro Económico Mundial 2009

Azim Premji (Bombay, 24 de julio de 1945) es el fundador y dueño de Wipro Technologies (software y call centers). Conocido como el Bill Gates de la India, llegó a ser el hombre más rico de dicho país y actualmente[¿cuándo?] es el cuarto más rico del país. Su fortuna se calcula en 16 400 millones de dólares. Su gran idea fue pasar de un negocio familiar de aceite vegetal a la alta tecnología cuando IBM fue expulsada de la India.